# Нестеров, Фёдор Иванович
Фёдор Ива́нович Не́стеров (втор. пол. XIX века) — архитектор, академик Императорской Академии художеств.

## Биография
Вольноприходящий ученик Императорской Академии художеств. Звание свободного художника (1852). Звание академика Императорской Академии художеств (1857) за «проект загородного дома».

## Проекты и постройки
- Иконостас для Почаевской лавры (1860—1862)[2];
- Собор Рождества Христова в Тамбове (1862—1873, не сохранился)[3];
- Церковь Святой Екатерины в Петербурге — трапезная, часовня, сторожка и ограда (1862—1866)[4][5].